# Country-Musik 1927
Die Liste bietet eine Übersicht über das Jahr 1927 im Genre Country-Musik.

## Ereignisse
- Zwischen Juli und August mietet Ralph Peer ein Warenhaus in Bristol, Tennessee, um neue Hillbilly-Musiker vorspielen zu lassen. Bei diesen sogenannten „Bristol Sessions“ werden Jimmie Rodgers und die Carter Family entdeckt.

## Top-Hits des Jahres
- John Henry, The Steel Driving Manⓘ/? – Gid Tanner and his Skillet Lickers
- Lindenberg (The Eagle Of The USA) – Vernon Dalhart
- Lucky Lindy – Vernon Dalhart
- My Carolina Home – Carson Robison und Vernon Dalhart
- Poor Orphan Child – The Carter Family
- Sleep, Baby Sleep – Jimmie Rodgers
- Wandering Boy – The Carter Family
- Red River Valley – Riley Puckett und Hugh Cross
- You Ain’t Talkin’ To Me – Charlie Poole and the North Carolina Ramblers
- The Sporting Bachelor – Buell Kazee
- Sweet Bunch Of Roses – Clayton McMichen

## Geboren
- 13. Januar – Liz Anderson
- 01. Februar – Johnny Ashcroft
- 13. Februar  – Jim McReynolds
- 25. Februar – Ralph Stanley
- 14. März – Chef Adams
- 09. April – Lynn Pratt
- 12. August – Porter Wagoner
- 27. August – Jimmy C. Newman
- 07. September – Ray Harris